# Mameli Viani
Mameli Viani (Viareggio, 18 maggio 1908 – ...) è stato un calciatore e allenatore di calcio italiano, di ruolo centrocampista. Era anche conosciuto come Viani I per distinguerlo da Vinicio (II).

## Carriera
Debutta in Serie B con il Viareggio nella stagione 1933-1934, disputando con i toscani tre campionati cadetti per un totale di 90 presenze e 3 reti.
Successivamente disputa altri due campionati di Serie B con la maglia del Messina totalizzando 44 presenze e 6 reti. Milita in seguito nel Teramo.